# Protodactylina pamelae
Protodactylina pamelae är en kräftdjursart som beskrevs av Laubier, Maillard och Oliver 1966. Protodactylina pamelae ingår i släktet Protodactylina och familjen Eudactylinidae. Inga underarter finns listade i Catalogue of Life.